# 케이씨넷
케이씨넷은 2010년 설립되었으며, 한국무역정보통신(KTNET)과 함께 관세청 전자문서 중계서비스를 제공하고 있다.

주 서비스인 항공분야 적하목록 중계 및 취합서비스는 안정화가 되어 시장에서 입지를 다지고 있다. 현재 이프레이트(e-Freight) 서비스, 모바일 서비스, EMS 환적서비스 등 부가서비스를 다각화하여 항공사업 영역을 확장하는 한편, 앞으로 항만 영역으로도 서비스를 확대해 나갈 계획이다. 또한 관세행정정보시스템 개발기술력 및 노하우를 바탕으로 여러 공공부문에 컨설팅, 업무설계, 시스템 구축 등의 서비스를 제공하고 있다.
현재 주요 고객으로 대한항공 등 관련 KAS 조업사 30개사와 1,100여 포워더가 서비스를 이용하고 있다.

## 조직
- 경영기획실
- 프로젝트지원실
- 기업부설연구소
- 전자물류사업부
- 컨버젼스사업본부
- 신기술사업부
- 데이터사업부
- 글로벌사업부
- ICT사업본부
- SM사업부

## 기능
- (항공) 수출입 적하목록 중계/취합서비스
- EMS 수입환적 서비스

## 같이 보기
- 케이엘넷(舊 한국물류정보통신)
- 한국무역정보통신(케이티넷)